# Jacob Wukie
Jacob Wukie (ur. 11 maja 1986) – amerykański łucznik, srebrny medalista olimpijski z Londynu.
Startuje w konkurencji łuków klasycznych. Zawody w 2012 były jego jedynymi igrzyskami olimpijskimi. Partnerowali mu Brady Ellison i Jake Kaminski.